# 壶关县
35°58′26″N 113°20′10″E / 35.974°N 113.336°E
壶关县是中国山西省长治市所辖的一个县。总面积为1013平方公里，壺關縣人民政府駐府前街17號。

## 地理
壶关县位于山西省东南部，地处太行山东南端，东与河南省林州、辉县两市接壤，西与长治市郊区、长治县为邻，北与平顺县相连，南与晋城市陵川县毗邻，是长治市的“东大门”。因县城北有百谷山（今名老顶山），南有双龙山，两山夹峙，中间空断，山形似壶，且以壶口为关，因而得名壶关。全县总面积1013平方公里，东西长46公里，南北宽42公里，年平均气温8.9℃，年均降雨量574.5mm，无霜期153天，属暖温带大陆性气候区。境内地势东高西低，地质类型以奥陶纪石灰岩为主，是典型的干石山区，平均海拔为1252米，山地面积占到全县总面积的74.5%，是国家扶贫开发重点县。

## 历史
汉王刘邦元年（前206年）始置壶关县，属上党郡，因境内有关口称壶关而得名。隋大业三年（607年），并入上党县。唐武德四年（621年）复置壶关县。

## 行政区划
壶关县下辖6个镇、6个乡：
龙泉镇、百尺镇、店上镇、晋庄镇、树掌镇、大峡谷镇、集店镇、黄山乡、东井岭乡、石坡乡和壶关县经济技术开发区。

## 交通
327、225、325省道

## 人口
2020年末，根據第七次人口普查統計數據顯示：全縣常住人口為240109人。
2010年第六次全国人口普查壶关县常住人口291609人。

## 经济
2012年GDP36.10亿元。

## 风景名胜
- 全国重点文物保护单位：南阳护三嵕庙、真泽二仙宫、庄头天仙庙
- 山西省文物保护单位：常行村民兵抗日窑洞保卫战斗遗址、沙窟遗址、秦庄东岳庙
- 壶关县文物保护单位
- 太行峡谷国家森林公园，位于境内东南部。
- 紫團山：又名「上黨抱犢山」，杜光庭《洞天福地岳瀆名山記》：「抱犢山在潞州上黨，莊周所居。」[7]